# Llista de topònims de Torrebesses
Llista de topònims (noms propis de lloc) del municipi de Torrebesses, al Segrià
Informació actualitzada per un bot. Els canvis manuals es perdran quan s'actualitzi!

## cabana
| imatge | Nom                       | Ubicat a    | instància de | Detalls | coordenades                                                          | Protecció | Commons (més fotos) | Dades a WD                    |
| ------ | ------------------------- | ----------- | ------------ | ------- | -------------------------------------------------------------------- | --------- | ------------------- | ----------------------------- |
|        | cobert de l'Arturo        | Torrebesses | cabana       |         | 41° 25′ 25″ N, 0° 36′ 07″ E / 41.4236104076381°N,0.601941742274258°E |           |                     | Modifica les dades a Wikidata |
|        | corral de Gort            | Torrebesses | cabana       |         | 41° 26′ 44″ N, 0° 35′ 06″ E / 41.4456845149866°N,0.585112741785068°E |           |                     | Modifica les dades a Wikidata |
|        | corral de l'Amadeu        | Torrebesses | cabana       |         | 41° 25′ 44″ N, 0° 36′ 14″ E / 41.429026086933°N,0.60380067805902°E   |           |                     | Modifica les dades a Wikidata |
|        | corral de la Joana        | Torrebesses | cabana       |         | 41° 24′ 59″ N, 0° 35′ 51″ E / 41.4164808427961°N,0.597370410436041°E |           |                     | Modifica les dades a Wikidata |
|        | corral del Bep de Canut   | Torrebesses | cabana       |         | 41° 25′ 09″ N, 0° 33′ 59″ E / 41.41921652262°N,0.56642328583793°E    |           |                     | Modifica les dades a Wikidata |
|        | corral del Castelló       | Torrebesses | cabana       |         | 41° 24′ 29″ N, 0° 35′ 32″ E / 41.407924658597°N,0.592206725315987°E  |           |                     | Modifica les dades a Wikidata |
|        | corral del Felrós         | Torrebesses | cabana       |         | 41° 26′ 08″ N, 0° 34′ 59″ E / 41.4354578041904°N,0.583194161820578°E |           |                     | Modifica les dades a Wikidata |
|        | corral del Ferrer Rabassa | Torrebesses | cabana       |         | 41° 26′ 03″ N, 0° 34′ 21″ E / 41.4340788876454°N,0.572462249114164°E |           |                     | Modifica les dades a Wikidata |
|        | corral del Gravat         | Torrebesses | cabana       |         | 41° 24′ 46″ N, 0° 36′ 02″ E / 41.4127763823589°N,0.600689421754707°E |           |                     | Modifica les dades a Wikidata |
|        | corral del Pere Batlle    | Torrebesses | cabana       |         | 41° 25′ 37″ N, 0° 34′ 36″ E / 41.4268610307307°N,0.576560580808715°E |           |                     | Modifica les dades a Wikidata |
|        | era de Barrufet           | Torrebesses | cabana       |         | 41° 25′ 31″ N, 0° 36′ 04″ E / 41.4252136369063°N,0.601080978846876°E |           |                     | Modifica les dades a Wikidata |
|        | era de Gibert             | Torrebesses | cabana       |         | 41° 25′ 13″ N, 0° 36′ 31″ E / 41.4202559760601°N,0.608670117143871°E |           |                     | Modifica les dades a Wikidata |
|        | era del Catxot            | Torrebesses | cabana       |         | 41° 24′ 08″ N, 0° 35′ 34″ E / 41.4022873928703°N,0.592678109474225°E |           |                     | Modifica les dades a Wikidata |
|        | era del Colomina          | Torrebesses | cabana       |         | 41° 25′ 29″ N, 0° 36′ 01″ E / 41.4248541848802°N,0.600256579508252°E |           |                     | Modifica les dades a Wikidata |
|        | era del Fuster            | Torrebesses | cabana       |         | 41° 26′ 31″ N, 0° 34′ 55″ E / 41.4419498176477°N,0.581828045236282°E |           |                     | Modifica les dades a Wikidata |
|        | era del Pelleta           | Torrebesses | cabana       |         | 41° 25′ 14″ N, 0° 36′ 03″ E / 41.4206615724092°N,0.600901601900359°E |           |                     | Modifica les dades a Wikidata |
|        | era del Pere Batlle       | Torrebesses | cabana       |         | 41° 25′ 40″ N, 0° 35′ 29″ E / 41.4276703071648°N,0.591500863499074°E |           |                     | Modifica les dades a Wikidata |
|        | era del Quiquet           | Torrebesses | cabana       |         | 41° 25′ 45″ N, 0° 35′ 09″ E / 41.4292538691652°N,0.585841730513324°E |           |                     | Modifica les dades a Wikidata |
|        | era del Ramon del Flanxo  | Torrebesses | cabana       |         | 41° 25′ 44″ N, 0° 35′ 10″ E / 41.428920170373°N,0.586249009751983°E  |           |                     | Modifica les dades a Wikidata |
|        | era del Ruquet            | Torrebesses | cabana       |         | 41° 25′ 52″ N, 0° 34′ 59″ E / 41.4312062557935°N,0.583172433631566°E |           |                     | Modifica les dades a Wikidata |
|        | era del Silvestre         | Torrebesses | cabana       |         | 41° 25′ 33″ N, 0° 35′ 08″ E / 41.4258980003642°N,0.585583186528786°E |           |                     | Modifica les dades a Wikidata |
|        | era del Xavier            | Torrebesses | cabana       |         | 41° 25′ 37″ N, 0° 36′ 09″ E / 41.4270619946598°N,0.602472836508583°E |           |                     | Modifica les dades a Wikidata |

## casa
| imatge | Nom                             | Ubicat a    | instància de | Detalls                                                                      | coordenades                                                                 | Protecció                                  | Commons (més fotos)    | Dades a WD                    |
| ------ | ------------------------------- | ----------- | ------------ | ---------------------------------------------------------------------------- | --------------------------------------------------------------------------- | ------------------------------------------ | ---------------------- | ----------------------------- |
|        | Ca l'Oró                        | Torrebesses | casa         | Estil: arquitectura popular 16th century                                     | 41° 25′ 39″ N, 0° 35′ 41″ E / 41.427386°N,0.594832°E ca:C. Toll, 5 275 msnm | bé integrant del patrimoni cultural català | Ca l'Oró (Torrebesses) | Modifica les dades a Wikidata |
|        | Cal Gort                        | Torrebesses | casa         | Estil: arquitectura gòtica arquitectura del Renaixement arquitectura barroca | 41° 25′ 38″ N, 0° 35′ 42″ E / 41.427293°N,0.595051°E                        | bé integrant del patrimoni cultural català | Cal Gort (Torrebesses) | Modifica les dades a Wikidata |
|        | Cal Mussara                     | Torrebesses | casa         | Estil: arquitectura popular                                                  | 41° 25′ 38″ N, 0° 35′ 42″ E / 41.427168°N,0.595076°E                        | bé integrant del patrimoni cultural català |                        | Modifica les dades a Wikidata |
|        | Casal familiar al carrer Nou, 1 | Torrebesses | casa         |                                                                              | 41° 25′ 37″ N, 0° 35′ 41″ E / 41.427011°N,0.594672°E                        | bé integrant del patrimoni cultural català |                        | Modifica les dades a Wikidata |

## església
| imatge | Nom                          | Ubicat a    | instància de | Detalls                                          | coordenades                                                                          | Protecció                                            | Commons (més fotos)              | Dades a WD                    |
| ------ | ---------------------------- | ----------- | ------------ | ------------------------------------------------ | ------------------------------------------------------------------------------------ | ---------------------------------------------------- | -------------------------------- | ----------------------------- |
|        | Ermita de Sant Roc           | Torrebesses | església     | Estil: arquitectura popular 18th century         | 41° 25′ 10″ N, 0° 35′ 46″ E / 41.419345791439°N,0.59611219549067°E ca:Camí del Grau  | bé integrant del patrimoni cultural català           | Ermita de Sant Roc (Torrebesses) | Modifica les dades a Wikidata |
|        | Església Nova                | Torrebesses | església     | Estil: historicisme arquitectònic                | 41° 25′ 35″ N, 0° 35′ 42″ E / 41.426335°N,0.594865°E                                 | bé integrant del patrimoni cultural català           | Església Nova de Torrebesses     | Modifica les dades a Wikidata |
|        | Sant Salvador de Torrebesses | Torrebesses | església     | Estil: arquitectura romànica arquitectura gòtica | 41° 25′ 40″ N, 0° 35′ 41″ E / 41.427666°N,0.594711°E ca:Plaça de Pere Roigé 288 msnm | bé d'interès cultural bé cultural d'interès nacional | Sant Salvador de Torrebesses     | Modifica les dades a Wikidata |

## forn de calç
| imatge | Nom                                 | Ubicat a    | instància de | Detalls                     | coordenades | Protecció                                  | Commons (més fotos) | Dades a WD                    |
| ------ | ----------------------------------- | ----------- | ------------ | --------------------------- | ----------- | ------------------------------------------ | ------------------- | ----------------------------- |
|        | Forn de calç de la Basseta          | Torrebesses | forn de calç | Estil: arquitectura popular |             | bé integrant del patrimoni cultural català |                     | Modifica les dades a Wikidata |
|        | Forn de calç de la Serra dels Graus | Torrebesses | forn de calç | Estil: arquitectura popular |             | bé integrant del patrimoni cultural català |                     | Modifica les dades a Wikidata |

## masia
| imatge | Nom                   | Ubicat a    | instància de | Detalls | coordenades                                                          | Protecció | Commons (més fotos) | Dades a WD                    |
| ------ | --------------------- | ----------- | ------------ | ------- | -------------------------------------------------------------------- | --------- | ------------------- | ----------------------------- |
|        | Mas Blanc             | Torrebesses | masia        |         | 41° 24′ 10″ N, 0° 37′ 14″ E / 41.402743735541°N,0.62064864349778°E   |           |                     | Modifica les dades a Wikidata |
|        | Mas Nou del Castelló  | Torrebesses | masia        |         | 41° 24′ 15″ N, 0° 35′ 16″ E / 41.4043023646942°N,0.587830681176123°E |           |                     | Modifica les dades a Wikidata |
|        | Mas de Colau          | Torrebesses | masia        |         | 41° 24′ 18″ N, 0° 37′ 20″ E / 41.4048736014912°N,0.622178014838928°E |           |                     | Modifica les dades a Wikidata |
|        | Mas de Jaume Xambert  | Torrebesses | masia        |         | 41° 26′ 29″ N, 0° 36′ 23″ E / 41.441259650637°N,0.606522313477024°E  |           |                     | Modifica les dades a Wikidata |
|        | Mas de Joan de Canut  | Torrebesses | masia        |         | 41° 24′ 58″ N, 0° 34′ 05″ E / 41.4162143146919°N,0.567983135072237°E |           |                     | Modifica les dades a Wikidata |
|        | Mas de la Vall        | Torrebesses | masia        |         | 41° 23′ 51″ N, 0° 35′ 32″ E / 41.3976140669521°N,0.592300443338276°E |           |                     | Modifica les dades a Wikidata |
|        | Mas del Batlle        | Torrebesses | masia        |         | 41° 26′ 22″ N, 0° 36′ 31″ E / 41.439419143503°N,0.60853686093719°E   |           |                     | Modifica les dades a Wikidata |
|        | Mas del Bepo          | Torrebesses | masia        |         | 41° 24′ 27″ N, 0° 35′ 05″ E / 41.4075879899898°N,0.584742253764861°E |           |                     | Modifica les dades a Wikidata |
|        | Mas del Femella       | Torrebesses | masia        |         | 41° 26′ 56″ N, 0° 35′ 40″ E / 41.449007447091°N,0.594542050866856°E  |           |                     | Modifica les dades a Wikidata |
|        | Mas del Font          | Torrebesses | masia        |         | 41° 24′ 05″ N, 0° 36′ 41″ E / 41.4013532594488°N,0.611373202668399°E |           |                     | Modifica les dades a Wikidata |
|        | Mas del Fumat         | Torrebesses | masia        |         | 41° 24′ 31″ N, 0° 34′ 06″ E / 41.4086465253841°N,0.56830143332341°E  |           |                     | Modifica les dades a Wikidata |
|        | Mas del Janet         | Torrebesses | masia        |         | 41° 24′ 44″ N, 0° 37′ 30″ E / 41.4122736841699°N,0.625066514918559°E |           |                     | Modifica les dades a Wikidata |
|        | Mas del Marina        | Torrebesses | masia        |         | 41° 26′ 40″ N, 0° 36′ 32″ E / 41.444414559845°N,0.608812254783725°E  |           |                     | Modifica les dades a Wikidata |
|        | Mas del Ribot         | Torrebesses | masia        |         | 41° 24′ 21″ N, 0° 37′ 23″ E / 41.4059300815896°N,0.623180238980284°E |           |                     | Modifica les dades a Wikidata |
|        | Mas del Ros           | Torrebesses | masia        |         | 41° 25′ 29″ N, 0° 36′ 05″ E / 41.4246821379199°N,0.601507403519522°E |           |                     | Modifica les dades a Wikidata |
|        | Mas del Sec           | Torrebesses | masia        |         | 41° 26′ 09″ N, 0° 34′ 11″ E / 41.4358594509495°N,0.569774825182062°E |           |                     | Modifica les dades a Wikidata |
|        | Mas del Valentí       | Torrebesses | masia        |         | 41° 23′ 56″ N, 0° 36′ 27″ E / 41.398766598311°N,0.607389111235823°E  |           |                     | Modifica les dades a Wikidata |
|        | Mas vell del Castelló | Torrebesses | masia        |         | 41° 24′ 28″ N, 0° 35′ 29″ E / 41.4077821416517°N,0.591422425931545°E |           |                     | Modifica les dades a Wikidata |
|        | Maset de l'Agustinet  | Torrebesses | masia        |         | 41° 24′ 48″ N, 0° 33′ 46″ E / 41.41324147021°N,0.56283828402521°E    |           |                     | Modifica les dades a Wikidata |
|        | Xalet del Pinxo       | Torrebesses | masia        |         | 41° 25′ 26″ N, 0° 35′ 33″ E / 41.4239367548057°N,0.592560296368787°E |           |                     | Modifica les dades a Wikidata |
|        | la Casilla            | Torrebesses | masia        |         | 41° 24′ 41″ N, 0° 34′ 11″ E / 41.4114262382792°N,0.569848712137363°E |           |                     | Modifica les dades a Wikidata |

## molí d'aigua
| imatge | Nom                     | Ubicat a    | instància de           | Detalls                     | coordenades                                                          | Protecció                                  | Commons (més fotos)   | Dades a WD                    |
| ------ | ----------------------- | ----------- | ---------------------- | --------------------------- | -------------------------------------------------------------------- | ------------------------------------------ | --------------------- | ----------------------------- |
|        | Molí Nou                | Torrebesses | molí d'aigua           | Estat: ruïnós               | 41° 25′ 24″ N, 0° 35′ 50″ E / 41.4232223257367°N,0.597157686155236°E |                                            |                       | Modifica les dades a Wikidata |
|        | Molí de Font            | Torrebesses | molí d'aigua           | Estat: ruïnós               | 41° 25′ 26″ N, 0° 36′ 03″ E / 41.4239851926167°N,0.600910828458944°E |                                            |                       | Modifica les dades a Wikidata |
|        | Molí fariner            | Torrebesses | molí d'aigua           | Estil: arquitectura popular |                                                                      | bé integrant del patrimoni cultural català |                       | Modifica les dades a Wikidata |
|        | Molí fariner de Prats   | Torrebesses | molí d'aigua           | Estil: arquitectura popular |                                                                      | bé integrant del patrimoni cultural català |                       | Modifica les dades a Wikidata |
|        | Molí fariner de Siscars | Torrebesses | molí d'aigua           | Estil: arquitectura popular |                                                                      | bé integrant del patrimoni cultural català |                       | Modifica les dades a Wikidata |
|        | molí del Bep de Canut   | Torrebesses | molí d'aigua Ús: trull | 19th century                | 41° 25′ 21″ N, 0° 35′ 55″ E / 41.422463°N,0.59868°E                  |                                            | Molí del Bep de Canut | Modifica les dades a Wikidata |

## muntanya
| imatge | Nom                     | Ubicat a               | instància de | Detalls | coordenades                                                   | Protecció | Commons (més fotos) | Dades a WD                    |
| ------ | ----------------------- | ---------------------- | ------------ | ------- | ------------------------------------------------------------- | --------- | ------------------- | ----------------------------- |
|        | Tossal Roig             | Torrebesses            | muntanya     |         | 41° 26′ 18″ N, 0° 37′ 09″ E / 41.4384°N,0.619137°E 337.9 msnm |           |                     | Modifica les dades a Wikidata |
|        | Tossal de la Carbonella | Torrebesses Llardecans | muntanya     |         | 41° 23′ 22″ N, 0° 36′ 23″ E / 41.3895°N,0.606319°E 468.2 msnm |           |                     | Modifica les dades a Wikidata |

## serra
| imatge | Nom                        | Ubicat a                  | instància de | Detalls | coordenades                                                         | Protecció | Commons (més fotos) | Dades a WD                    |
| ------ | -------------------------- | ------------------------- | ------------ | ------- | ------------------------------------------------------------------- | --------- | ------------------- | ----------------------------- |
|        | serra del Mas de l'Estopar | la Granadella Torrebesses | serra        |         | 41° 24′ 53″ N, 0° 38′ 13″ E / 41.4148°N,0.636972°E 342.9 msnm       |           |                     | Modifica les dades a Wikidata |
|        | serra dels Graus           | Torrebesses               | serra        |         | 41° 24′ 04″ N, 0° 36′ 05″ E / 41.40109417°N,0.60125361°E 391.3 msnm |           |                     | Modifica les dades a Wikidata |

## Misc
| imatge | Nom                                     | Ubicat a    | instància de                                   | Detalls                     | coordenades                                                                                   | Protecció                                            | Commons (més fotos)          | Dades a WD                    |
| ------ | --------------------------------------- | ----------- | ---------------------------------------------- | --------------------------- | --------------------------------------------------------------------------------------------- | ---------------------------------------------------- | ---------------------------- | ----------------------------- |
|        | Castell-palau de Torrebesses            | Torrebesses | castell                                        |                             | 41° 25′ 37″ N, 0° 35′ 39″ E / 41.426906°N,0.594233°E ca:Carrer del Castell 285 msnm           | bé d'interès cultural bé cultural d'interès nacional | Castell-palau de Torrebesses | Modifica les dades a Wikidata |
|        | Centre d'Interpretació de la Pedra Seca | Torrebesses | centre d'interpretació                         | 2011-03-20                  | 41° 25′ 39″ N, 0° 35′ 43″ E / 41.427509826509926°N,0.5953556515980545°E ca:Plaça Vileta, 9-11 |                                                      |                              | Modifica les dades a Wikidata |
|        | Granges del Puigdellívol                | Torrebesses | granja                                         |                             | 41° 25′ 33″ N, 0° 36′ 07″ E / 41.4259703153944°N,0.601950595359586°E                          |                                                      |                              | Modifica les dades a Wikidata |
|        | Sínia Molí Nou                          | Torrebesses | sínia                                          | Estil: arquitectura popular |                                                                                               | bé integrant del patrimoni cultural català           |                              | Modifica les dades a Wikidata |
|        | Torrebesses                             | Torrebesses | entitat singular de població capital municipal | 273 hab                     | 41° 25′ 32″ N, 0° 35′ 46″ E / 41.4256038°N,0.59621939°E 260 msnm                              |                                                      |                              | Modifica les dades a Wikidata |
|        | Tossal Roig                             | Torrebesses | vèrtex geodèsic                                | Alt: 1.2m                   | 41° 26′ 18″ N, 0° 37′ 09″ E / 41.438417°N,0.619179°E 338.13 msnm                              |                                                      |                              | Modifica les dades a Wikidata |
|        | casa consistorial de Torrebesses        | Torrebesses | casa consistorial                              |                             | 41° 25′ 36″ N, 0° 35′ 40″ E / 41.4265368°N,0.5945197°E                                        |                                                      |                              | Modifica les dades a Wikidata |